# Sébastien Coutant
Pour les articles homonymes, voir Coutant.
Sébastien Coutant, né le 26 juin 1978 à Osnabrück, est un escrimeur français.
Il remporte la médaille d'or en fleuret par équipe aux Championnats d'Europe 2006 à Izmir.